# Iris biglumis
Iris biglumis är en irisväxtart som beskrevs av Vahl. Iris biglumis ingår i släktet irisar, och familjen irisväxter. Inga underarter finns listade i Catalogue of Life.